# في في في في في في (لعبة فيديو)
في في في في في في (بالإنجليزية: VVVVVV)‏ هي لعبة فيديو منصات ألغاز عام 2010 تم إنشاؤها بواسطة تيري كافاناه. في اللعبة، يتحكم اللاعب في كابتن فريديان، الذي يجب أن ينقذ طاقمه الفضائي بعد أن تسبب عطل في الناقل الآني في فصلهم في بعد اللعبة. تتميز طريقة اللعب بعدم قدرة اللاعب على القفز، وبدلاً من ذلك يختار التحكم في اتجاه الجاذبية، مما يتسبب في سقوط اللاعب لأعلى أو لأسفل. تتكون اللعبة من أكثر من 400 غرفة فردية، كما أنها تدعم إنشاء المستويات التي أنشأها المستخدم.
تم بناء اللعبة في أدوبي فلاش وتم إصدارها في 11 يناير 2010 لنظام التشغيل مايكروسوفت ويندوز وماك أو إس إكس. تم نقل اللعبة إلى سي++ بواسطة سيمون روث في عام 2011، وتم إصدارها كجزء من همبل بندل رقم 3. يسمح المنفذ إلى سي++ بنقل اللعبة إلى منصات أخرى مثل لينكس ونينتندو 3دي أس ونينتندو سويتش.

## أسلوب اللعب
على عكس معظم ألعاب المنصات، في VVVVVV، لا يستطيع اللاعب القفز، ولكن بدلاً من ذلك يمكنه عكس اتجاه الجاذبية عند الوقوف على سطح، مما يتسبب في سقوط كابتن فريديان إما لأعلى أو لأسفل. شوهدت هذه الميزة لأول مرة في 1986 لعبة 8 بت تيرمينوس. يستخدم اللاعب هذه الآلية لاجتياز بيئة اللعبة وتجنب المخاطر المختلفة، بما في ذلك المسامير الثابتة وتحريك الأعداء.
تقدم المناطق اللاحقة آليات جديدة مثل تحريك الأرضيات أو الغرف والتي، عند لمس إحدى حواف الشاشة، تتسبب في ظهور شخصية اللاعب على الجانب الآخر.
تحتوي لعبة VVVVVV على ثمانية مستويات رئيسية، بما في ذلك مستوى المقدمة، وأربعة مستويات يمكن الوصول إليها في تسلسل غير خطي، ومستويان للاستراحة، ومستوى نهائي واحد، يُرى فقط خارج بعد VVVVVV (في «البعد القطبي»). تقع هذه داخل عالم مفتوح كبير للاعب لاستكشافه، ويمتد على أكثر من 400 غرفة فردية. نظرًا لمستوى الصعوبة العالي، يحتوي عالم اللعبة على العديد من نقاط التفتيش، والتي يتم إعادة تعيين شخصية اللاعب إليها عند الموت.

## الحبكة
يتحكم اللاعب في الكابتن فريديان، الذي يجب عليه في بداية VVVVVV إخلاء سفينة الفضاء مع طاقم القبطان، عندما تتأثر السفينة بـ «تداخل الأبعاد». يهرب الطاقم من خلال ناقل آني على متن السفينة؛ ومع ذلك، ينفصل الكابتن فيريديان عن بقية الطاقم على الطرف الآخر من الناقل الآني. عند عودته إلى السفينة، علم القبطان أن السفينة محاصرة في بُعد بديل (يشار إليه باسم بعد VVVVVV)، وأن طاقم السفينة قد انتشر في جميع أنحاء هذا البعد. هدف اللاعب، بصفته الكابتن فيريديان، هو إنقاذ أفراد الطاقم المفقودين ومعرفة سبب التداخل في الأبعاد.

## التقييم
| التقييم |                                                   |
| --- | ------------------------------------------------- |
| مجموع النقاط المجموع نقاط ميتاكريتيك 81/100 (PC) 83/100 (3DS) 95/100 (iOS) 80/100 (NS) نتائج المراجعة نشرة نقاط غيمز رادار 8/10 آي جي إن 7.5/10 تاتش آركيد |                                                   |
| مجموع النقاط |                                                   |
| المجموع | نقاط                                              |
| ميتاكريتيك | 81/100 (PC) 83/100 (3DS) 95/100 (iOS) 80/100 (NS) |
| نتائج المراجعة |                                                   |
| نشرة | نقاط                                              |
| غيمز رادار | 8/10                                              |
| آي جي إن | 7.5/10                                            |
| تاتش آركيد | 5/5 stars                                         |

تم تقييم VVVVVV بشكل جيد من قبل النقاد، حيث حصل على درجة 81/100 لنسخة ويندوز و 83/100 لنسخة 3دي أس على موقع مجمع المراجعة ميتاكريتيك. لوحظ أن اللعبة هي أول إصدار مستقل مهم لعام 2010 ؛ أطلق عليها كيرون جيلن من روك، بيبر، شوتجن اسم «أول لعبة إندي رائعة لهذا العام»، بينما كان مايكل روز يكتب لـ لاحظ موقع IndieGames.com أن نسخة VVVVVV جاء بعد عام «قد يجادل فيه البعض... لم يقدم حقًا عنوانًا مستقلًا متميزًا أظهر الاتجاه السائد بأن المطورين المستقلين يعنيون الأعمال». كان مستوى تصميم VVVVVV أشاد بها النقاد: اعتبر روز أن اللعبة لا تحتوي على محتوى حشو، والتي وجدها «واحدة من أقوى نقاط اللعبة». كتب Michael McWhertor من مدونة أخبار الألعاب كوتاكو أن مناطق اللعبة تحتوي على «قدر مذهل من التباين في جميع أنحاء... مما يضمن عدم شعور VVVVVV أبدًا بأن مصممه فشل في استكشاف إمكانيات اللعب.»
كتب معظم المراجعين عن مستوى الصعوبة المرتفع لـ. وجد McWhertor أن «لحظات التجربة والخطأ في اللعبة يمكن أن تختبر بجدية صبر المرء.» ومع ذلك، أشار العديد من النقاد إلى أن تحدي اللعبة أصبح أقل إحباطًا بسبب نقاط التفتيش العديدة، فضلاً عن قدرة اللاعب على إعادة المحاولة بعد الموت. عدة مرات حسب الحاجة. هذه الإضافات جعلت VVVVVV «لا ترحم»، وفقًا لكاتب فريق آي جي إن، بينما لا تزال «المدرسة القديمة في مطالبها بتفاني اللاعب». قال المراجع المستقل ديكلان تايسون إنه يشعر بأنه «ضحية للعبة الكشف عن الاصطدام الذي لا يرحم إجراميًا وعناصر التحكم الحساسة للغاية» ولكن «الأمر يستحق كل هذا العناء عندما تصل إلى نقطة التفتيش التالية وتشعر بأن جزء من الثانية من الراحة». أطلق ماثيو أدلر من آي جي إن على VVVVVV المرتبة الثانية عشرة من أصعب الألعاب الحديثة، قائلاً إنها تتطلب ردود أفعال سريعة من أجل البقاء وأن اللاعبين سيموتون على الأرجح عدة مرات.
تم منح VVVVVVV جائزة إنديكايد 2010 عن لعبة «أكثر الألعاب متعة وإقناعًا» في أكتوبر 2010. كرمت مدونة تطوير الألعاب غاماستاورا VVVVVVV في جوائز الألعاب المستقلة لنهاية العام، والتي حصلت على المركز الثاني في عام 2009 وتكريمًا مشرفًا في عام 2010. بطل اللعبة، كابتن فريديان، هو شخصية قابلة للعب في نسخة ويندوز من لعبة المنصات سوبر ميت بوي.